# Штучний клапан серця

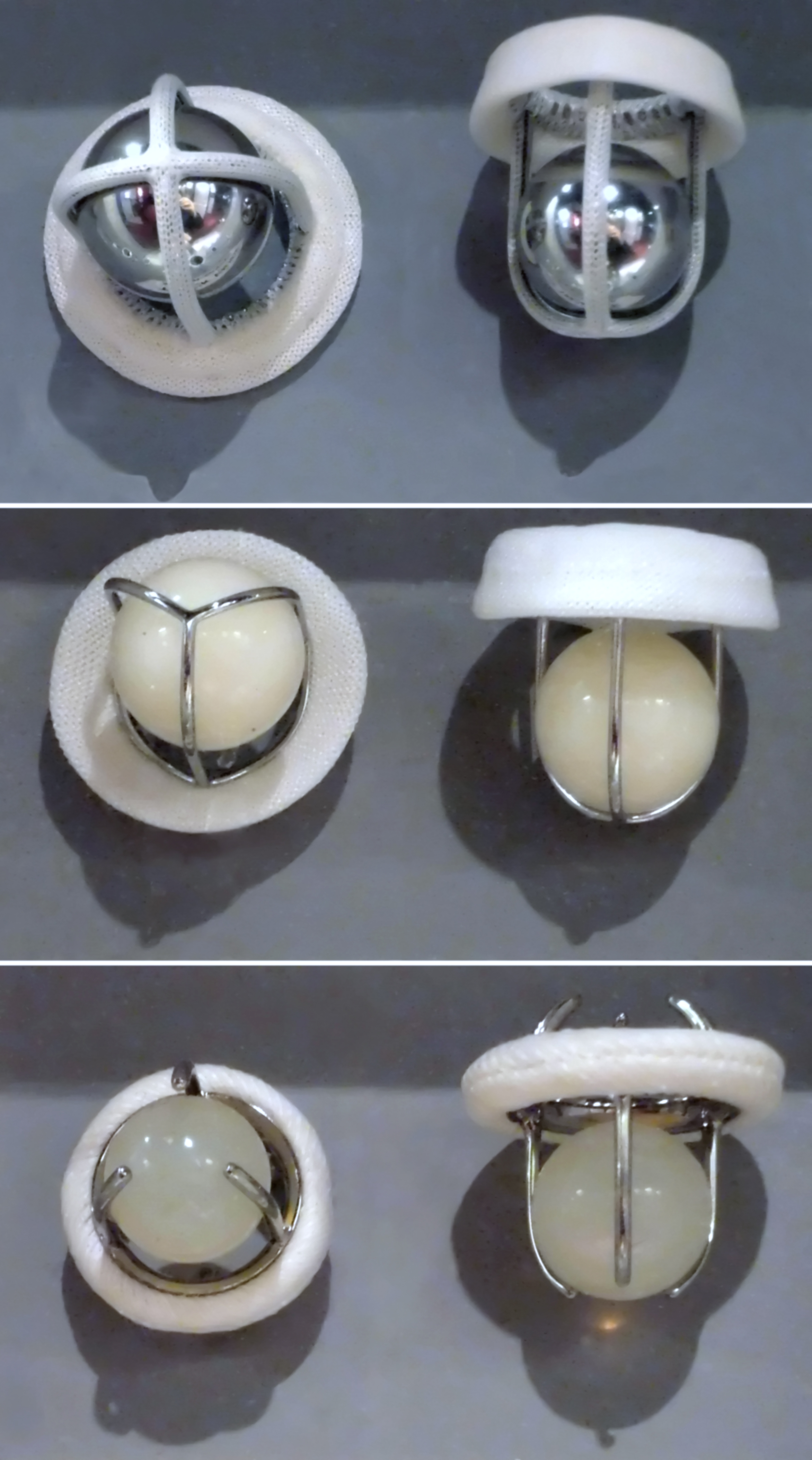
Штучні механічні кульові клапани серця

Штучний клапан серця — це пристрій для імплантації в серце пацієнта із захворюваннями серцевих клапанів.
При захворюванні або дисфункції, що виникла внаслідок будь-якої вади розвитку одного з чотирьох клапанів серця з метою відновлення його працездатності може бути проведена заміна природного клапана на його протез. Як правило, це потребує оперативного втручання на відкритому серці.
Клапани — цє невід'ємна частина нормального фізіологічного функціонування серця людини, яка забезпечує циркуляцію крові по колу кровообігу строго в певному напрямі. Таким чином, природні клапани серця розвиваються в форми, які функціонально підтримують односпрямований потік крові з однієї камери серця в іншу.
Серед штучних клапанів серця виділяються механічні та біологічні конструкції.

## Штучні механічні клапани серця

### Пелюстковий клапан

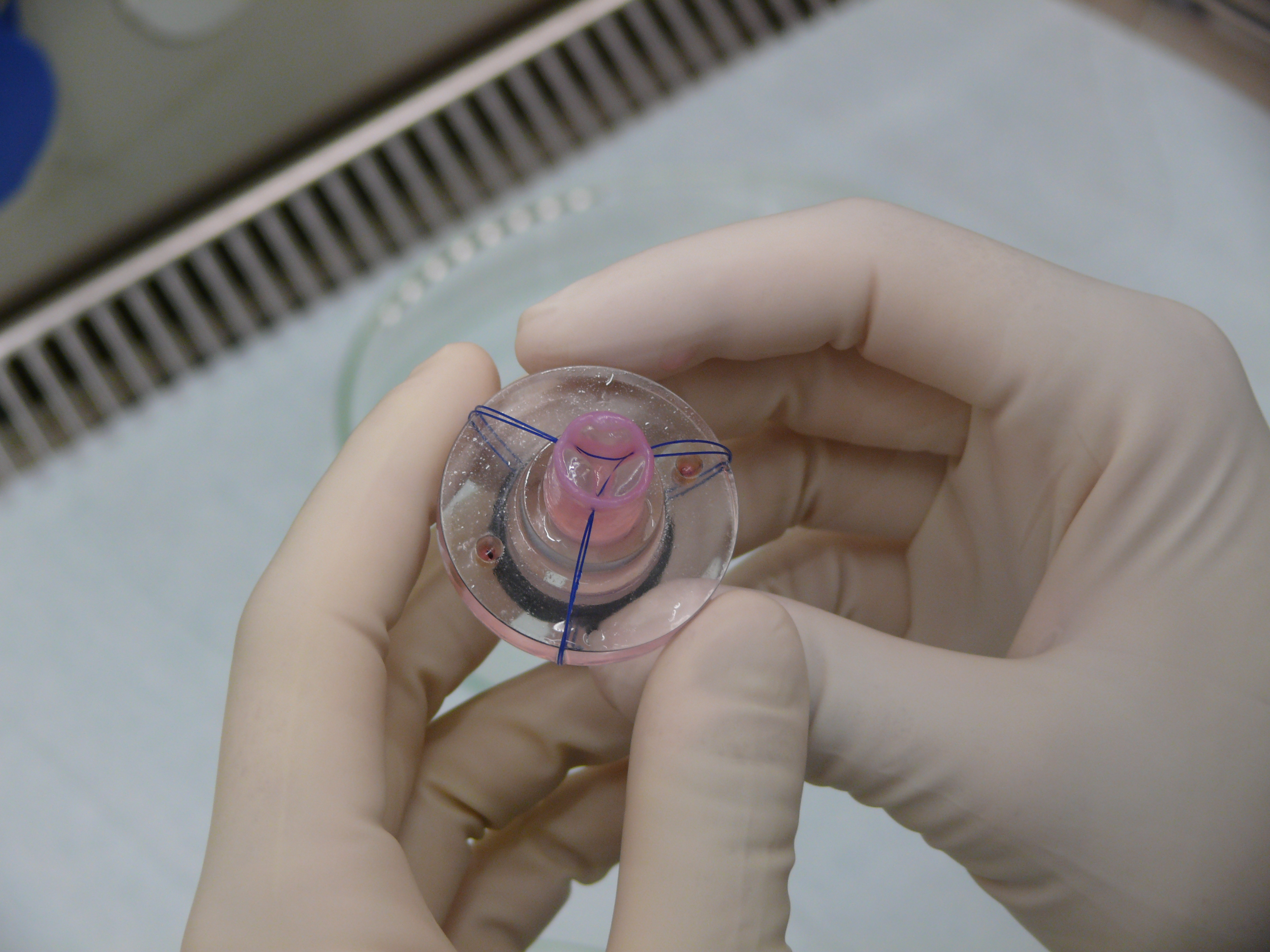
Пелюстковий клапан

Штучний пелюстковий клапан серця своєю конструкцією найбільшою мірою імітує будову природних клапанів серця, але використовуються значно рідше протезів інших типів. Це пов'язано з тим, що застарілі конструкції пелюсткових клапанів не використовуються через значно більшу ймовірність ускладнень, в тому числі повного руйнування клапана. Ризик виникнення ускладнень після імплантації сучасних пелюсткових клапанів значно нижче, але складність їх конструкції і необхідність використання дорогих матеріалів при виготовленні, роблять їх значно дорожче інших конструкцій протезів.

### Осесиметричні клапани
Відомі три групи осесиметричних штучних механічних протезів клапанів серця вентильного типу:
1. клапани з поступальним рухом замикаючого елемента (кульові, полушаровые, чечевицеподібні та інші),
2. поворотно-дискові та
3. двостулкові.

Всі протези цього типу мають однаковий принцип роботи і склад структурних елементів: замикаючий елемент, обмежувач руху цього елемента, а також пришивную манжету для фіксації протеза на біологічних тканинах. Замикаючий елемент пасивно переміщається, в залежності від зміни тиску в серцевих камерах протягом серцевого циклу. Коли тиск перед клапаном перевищує тиск в порожнині серця, яка розташовується за ним, замикаючий елемент відкривається, і кров вільно протікає через клапан. Зниження тиску перед клапаном сприяє переміщенню замикаючого елемента, який перекриває отвір клапана, тим самим запобігає регургітації (зворотного забросу) крові.

#### Клапани з поступальним рухом замикаючого елемента
|                                                                                       |  |  |
| Зліва — кульовий протез клапана серця; праворуч — малогабаритний протез клапана серця |  |  |

#### Поворотно-дисковий протез клапана серця

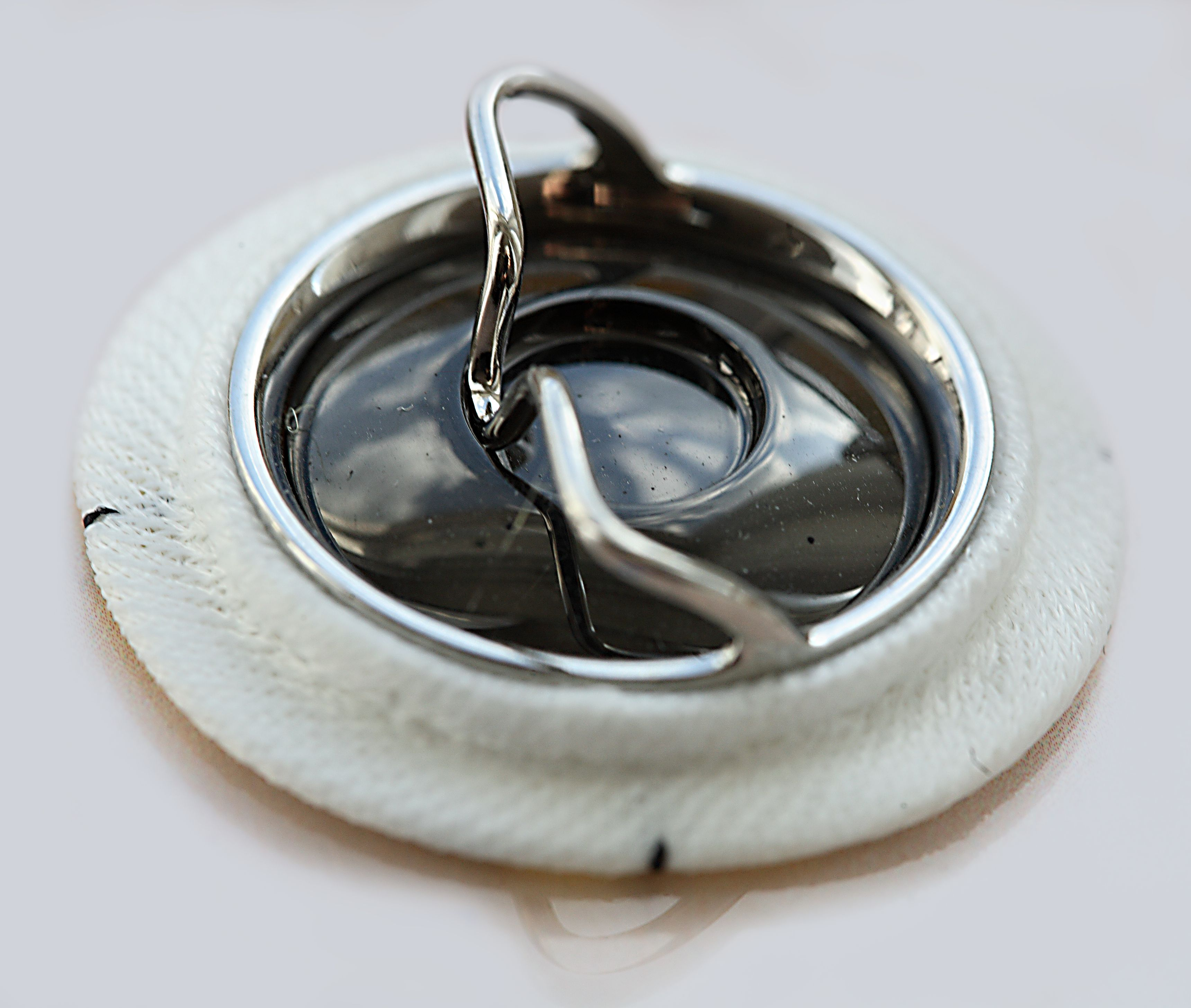
Поворотно-дисковий протез клапана серця

Відмінною рисою поворотно-дискових протезів стала конструкція замикаючого елемента у вигляді диска, який шарнірно закріплений в циліндричному корпусі протеза, з можливістю обертання диска навколо осі, розташованої в площині корпусу.
Завдяки хорошим гідродинамічним властивостям, низькопрофільності і зносостійкості, вони були найбільш затребувані в клінічній практиці протягом 1970 — 1980 років, а найкращі зарубіжні та вітчизняні моделі протезів цієї конструкції успішно застосовуються і в наші дні.

#### Двостулковий клапан

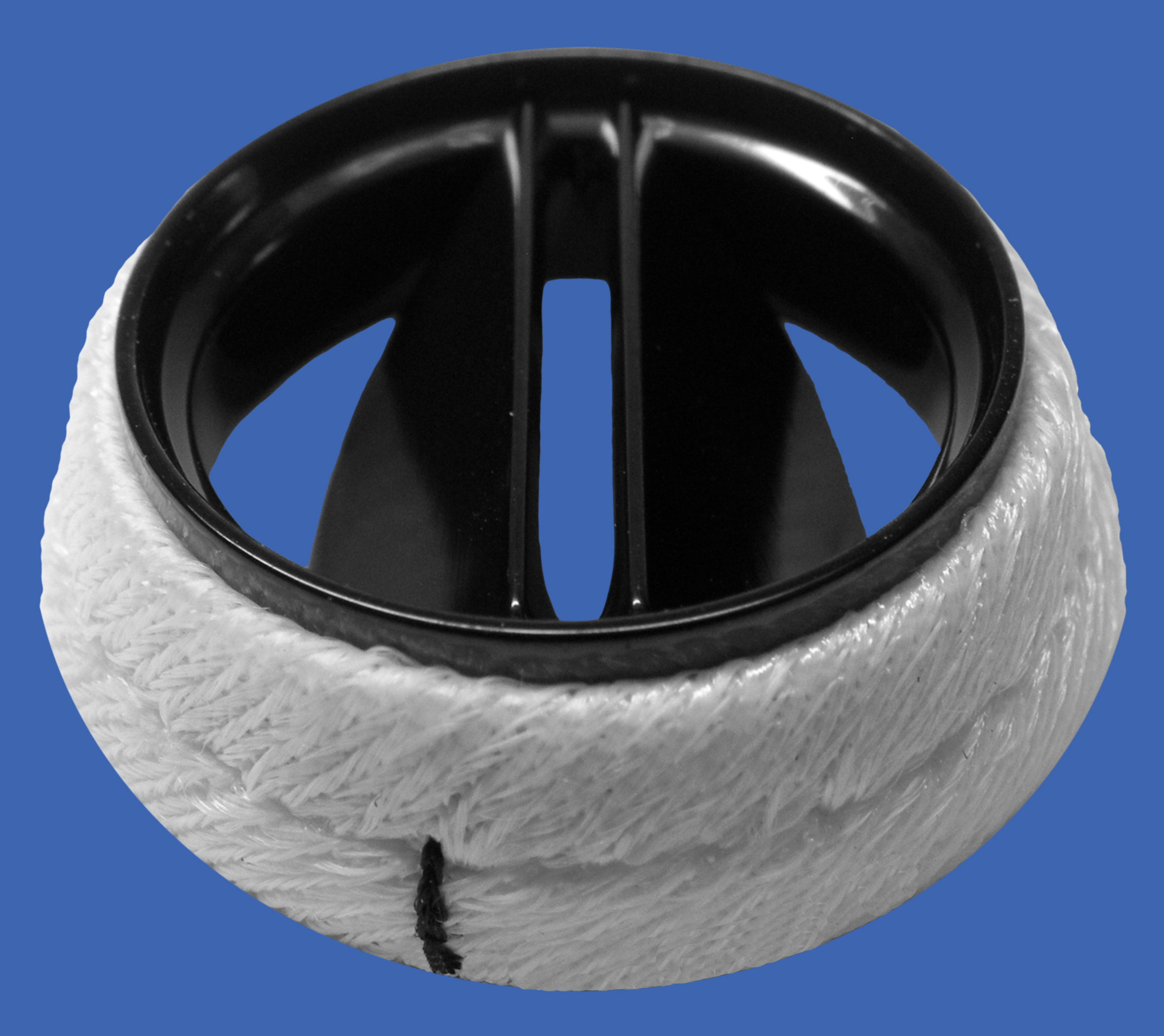
Двостулковий протез клапана серця

Відмінною рисою двостулкових протезів клапанів серця стала конструкція замикаючого елемента у вигляді двох симетрично розташованих полуокружных стулок, кріплення яких з каркасом протеза здійснюється за допомогою шарнірного з'єднання. На даний час двостулкові протези є найбільш популярними в кардіохірургії.